# Maik Meuser

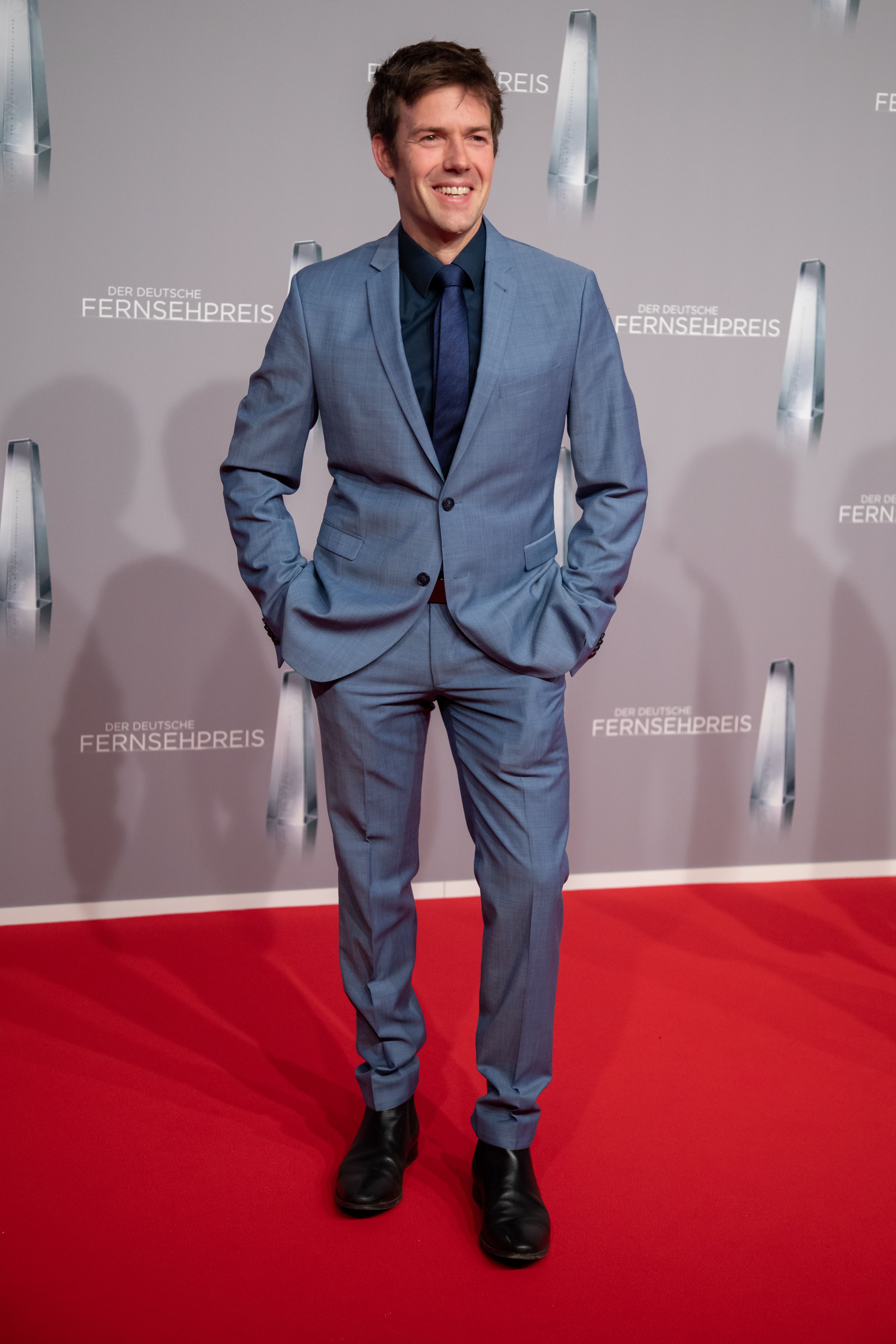
Maik Meuser (2019)

Maik Meuser (* 12. Juli 1976 in Köln) ist ein deutscher Journalist und Fernsehmoderator.

## Leben
Nach dem Abitur in Idstein im Taunus studierte Maik Meuser in Mainz und Straßburg. 
In Costa Rica half der Fernsehjournalist – zusammen mit seiner heutigen Frau – beim Aufbau eines nachhaltigen Ökotourismus-Projektes. Heute ist der TV-Moderator bei DW-TV zudem als Trainer für die Deutsche Welle Akademie in Südamerika und Afrika tätig. 2012 produzierte er in Nigeria seinen ersten einstündigen Dokumentarfilm lagos_live – total art.
Maik Meuser ist verheiratet und lebt mit seiner Frau und drei Kindern in Dormagen.

## Karriere
Mit 15 Jahren gründete Meuser die erste Schülerzeitung seiner Schule. Ein Jahr später folgte eine schulübergreifende Ausgabe für den Rheingau-Taunus-Kreis. Vor dem Abitur begann er als freier Mitarbeiter für die Idsteiner Zeitung zu arbeiten. Während seines Studiums der Politikwissenschaft und Germanistik an der Johannes Gutenberg-Universität in Mainz kamen weitere Zeitungen dazu, unter anderem die Berliner taz, für die er während seines Studiums in Straßburg berichtete. Es folgten Praktika bei SWR, ZDF, Arte und dem Hessischen Rundfunk. Wenige Tage nach seinem Studienabschluss in Mainz begann der Politologe als freier Mitarbeiter für die Nachrichtensendung des deutsch-französischen Kultursenders Arte in Straßburg zu arbeiten. Im Januar 2005 wurde er als Redakteur und Autor für die Kulturnachrichtensendung von Arte eingestellt – übernahm parallel aber auch kurzzeitig Engagements für den europäischen Nachrichtensender Euronews in Lyon. Im September 2005 startete Maik Meuser mit der trimedialen Redakteursausbildung beim deutschen Auslandssender Deutsche Welle, berichtete u. a. aus Singapur und Brüssel. Der freie Fernsehjournalist moderiert zurzeit die Hauptnachrichtensendung Journal der Deutschen Welle in Berlin. Vom 5. Januar 2015 bis zum 19. Dezember 2019 präsentierte er zusätzlich zwei Wochen im Monat das RTL Nachtjournal des Kölner Privatsenders. Am 23. Juli 2015 moderierte er erstmals in Vertretung RTL aktuell. Seit 2. November 2016 präsentiert er RTL aktuell auch regelmäßig. Maik Meuser spricht fließend Englisch und Französisch und kann sich auch auf Spanisch unterhalten. Im März 2017 veröffentlichte er gemeinsam mit David Schraven vom Recherchezentrum CORRECTIV und Wigbert Loer vom Stern ein Buch über die Mafia in Deutschland.